# Belén de los Andaquies
Belén de los Andaquies là một khu tự quản thuộc tỉnh Caquetá, Colombia. Thủ phủ của khu tự quản Belén de los Andaquies đóng tại Belén de los Andaquies Khu tự quản Belén de los Andaquies có diện tích 1095 ki lô mét vuông. Đến thời điểm ngày 28 tháng 5 năm 2005, khu tự quản Belén de los Andaquies có dân số 9143 người.